# Frontonh
Fronton (en occità Frontonh) és un municipi del departament francès de l'Alta Garona, a la regió d'Occitània. És el centre d'una denominació d'origen vinícola.
Aquest municipi està agermanat amb el municipi valencià de Xeresa -la Safor-.

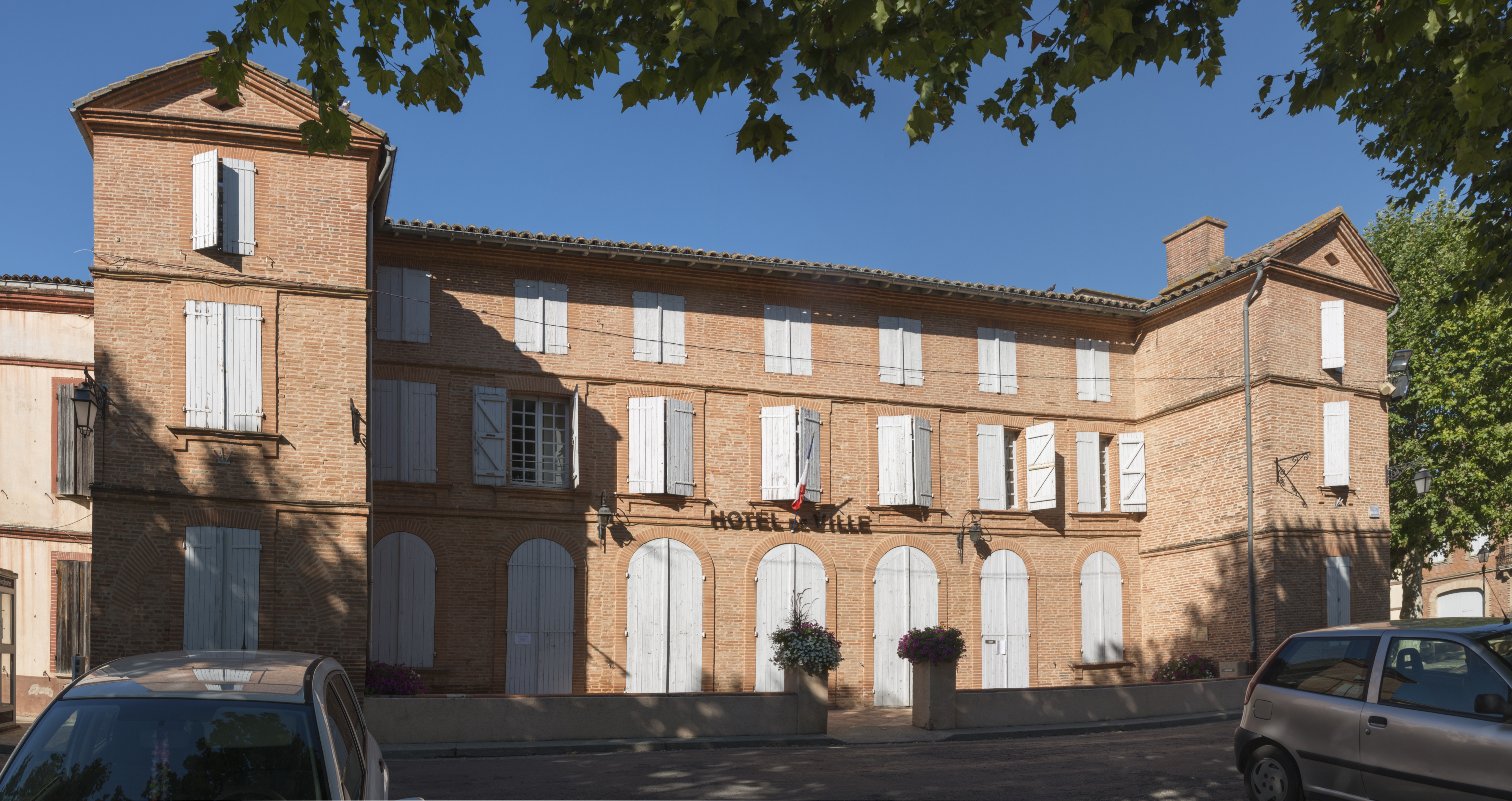
L'Ajuntament.
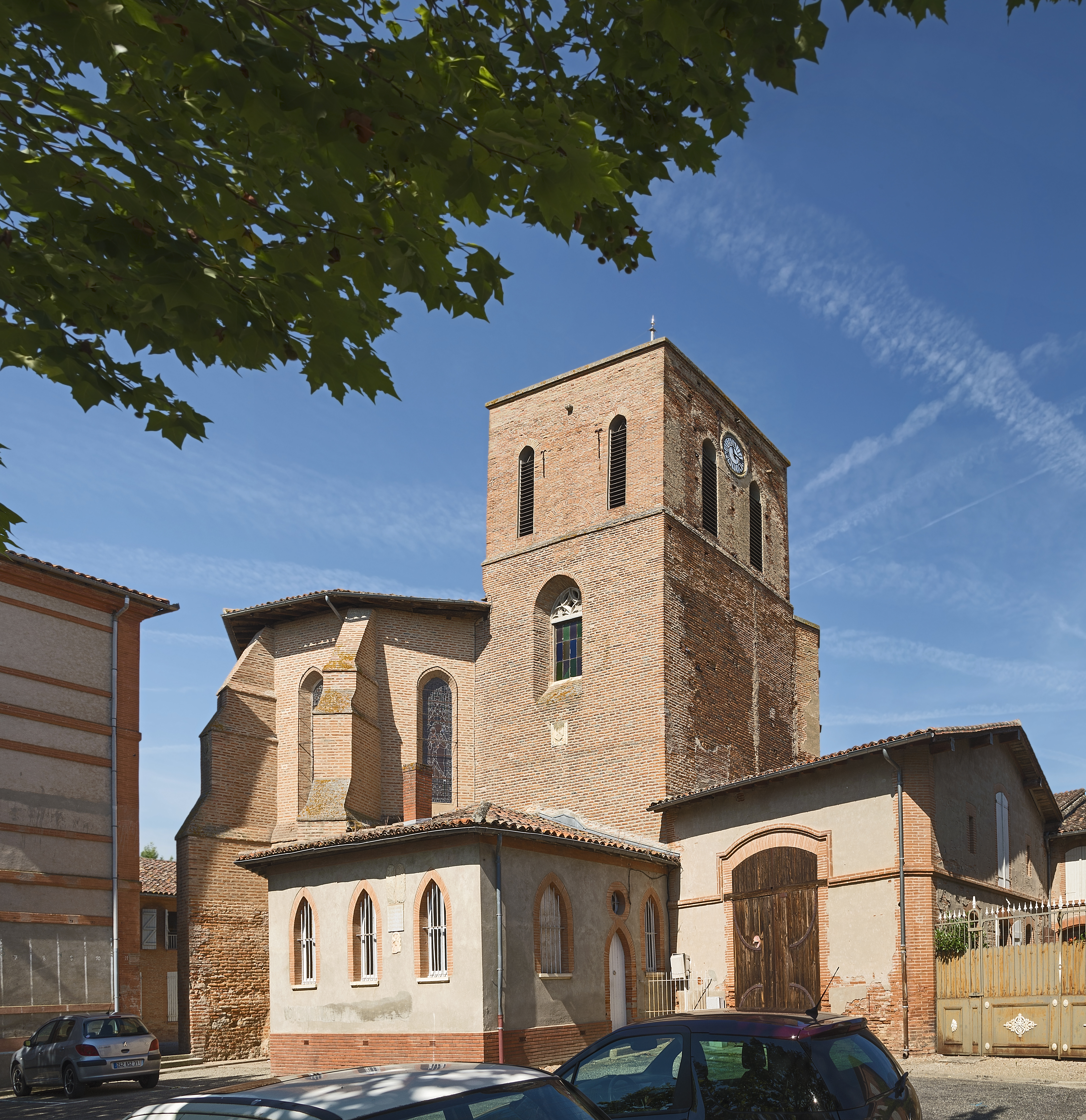
L'església.
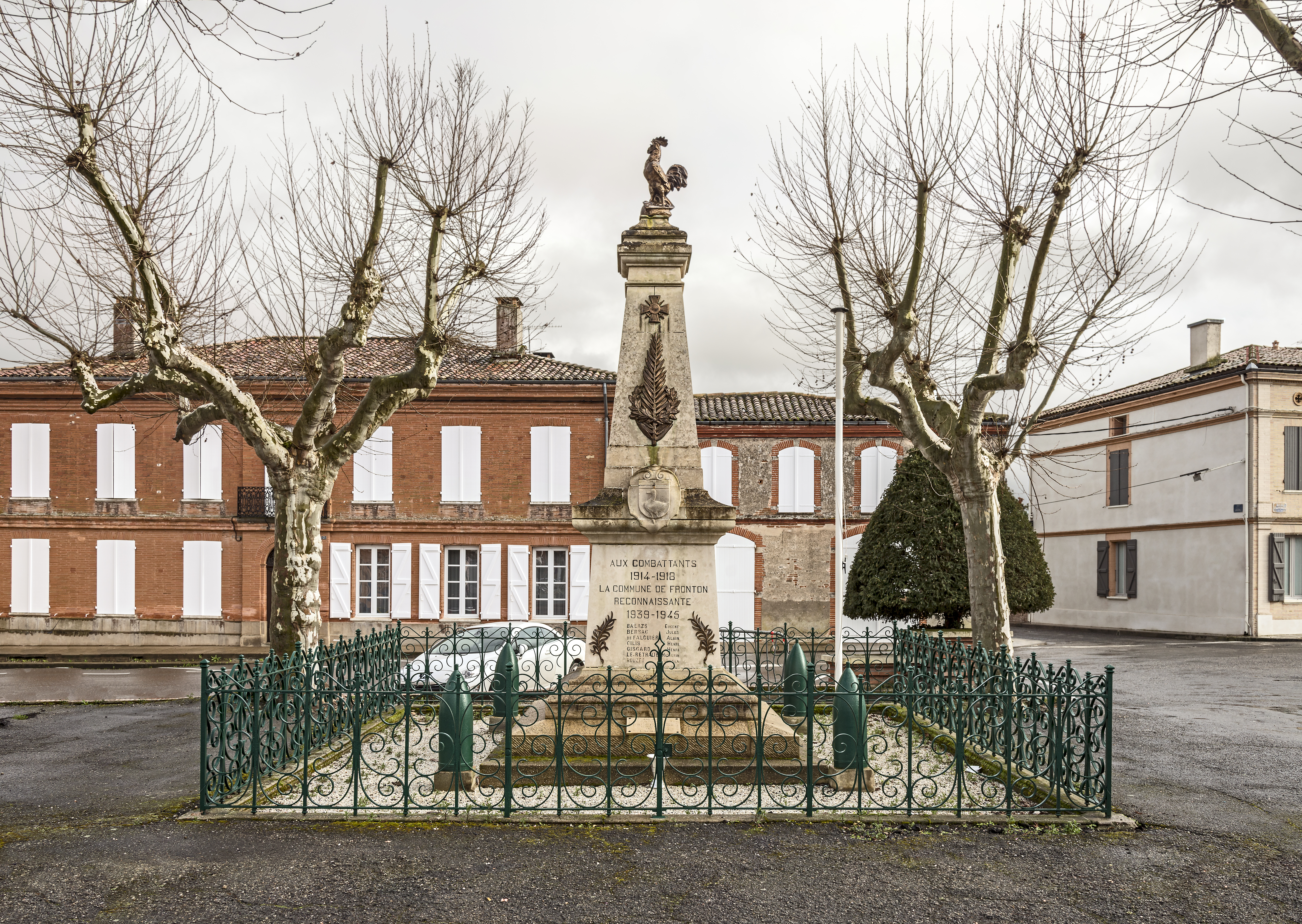
El monument de la guerra